# Marco Nanini
Marco Antônio Barroso Nanini, né à Recife le 31 mai 1948, est un acteur de théâtre, de télévision et de cinéma ainsi qu'un dramaturge brésilien. Il a reçu de nombreux prix[Lesquels ?] pour son œuvre.

## Filmographie partielle

### Au cinéma
- 1985 : Noite de Gilberto Loureiro

## Récompenses et distinctions
- (en) Marco Nanini: Awards, sur l'Internet Movie Database